# Figulus myrmecodianus
Figulus myrmecodianus es una especie de coleóptero de la familia Lucanidae.

## Distribución geográfica
Habita en Nueva guinea.